# Frits Frijmersum
Frits Rudolph Frijmersum (20 januari 1939) is een Surinaams politicus en ingenieur.
Frijmersum is afgestudeerd aan de Technische Hogeschool Delft en vervolgens ging hij in 1968 in Suriname werken bij de afdeling Waterloopkundige Dienst die viel onder het departement Openbare Werken en Verkeer. Oktober 1969 volgde hij ingenieur A.H. de Hartog op als hoofd van die dienst .
Na te zijn gekozen als statenlid voor de Partij Nationalistische Republiek (PNR) werd Frijmersum in 1973 minister van Arbeid en Volkshuisvesting in het eerste kabinet van premier Arron. Vlak voor de verkiezingen van 1977 verbrak de Nationale Partij Suriname (NPS) de samenwerking met de PNR waardoor deze niet langer deel uit van de Nationale Partij Kombinatie (NPK) maakte. Het lukte de PNR bij die verkiezingen niet om terug te komen in het parlement, waarmee een einde kwam aan het ministerschap van Frijmersum.
Nadien werkte hij bij de Sescon group en daarnaast heeft hij ook andere functies (gehad) zoals algemeen directeur bij het bedrijf Consultancy in Civil Engineering and Construction (CCEC).